# Брзина (филм)
Брзина (енгл. Speed) је филм из 1994. године, који је режирао Јан де Бонт. Главне улоге играју: Кијану Ривс, Сандра Булок и Денис Хопер.

## Радња
Полицајци ЛАПД-а Џек Трејвен и Хари Темпл осујетили су покушај отмице лифта пуног људи, у замену за откупнину од 3 милиона долара. Изнуђивач је касније идентификован као Хауард Пејн. Када двојица сатерају Пејна у угао, он узима Харија за таоца. Џек намерно пуца Харију у ногу, приморавајући терористу да га пусти. Пејн бежи и активира бомбу и очигледно је убијен од експлозије. Поручник Мек МекМејхон хвали Џека и Харија, Хари је унапређен у детектива. Међутим, Пејн је преживео инцидент и види награђивање полицајаца на ТВ-у. Следећег јутра, Џек је сведок експлозије јавног аутобуса која је убила возача. Пејн контактира Џека на оближњој говорници и објашњава да је слична бомба постављена у други аутобус и да ће се активирати када достигне брзину од 80 km/h и да ће експлодирати, ако брзина падне испод 50. Пејн, такође захтева откуп од 3,7 милиона долара и прети да ће дићи у ваздух аутобус, ако Џек покуша да ослободи путнике. Џек јури аутопутем и улази у аутобус у покрету, али бомба је већ активирана, јер је брзина аутобуса прешла 50 миља на сат. Џек објашњава ситуацију Сему Силверу, возачу аутобуса. Међутим, један од путника, криминалац, у страху да ће га Џек ухапсити, почиње да пуца из пиштоља и случајно рани Сема. Друга путница, Ени Портер, замењује Сема, али када она покуша да успори како би добила лекарску помоћ, Џек је приморан да открије бомбу, шокирајући и уплашивши путнике. Џек испитује бомбу испод аутобуса и зове Харија, који покушава да идентификује терористу. Након што је исцрпила путнике и Џека кроз градски саобраћај, полиција рашчишћава пут до још увек неотвореног аутопута 105. Мек захтева да се путници спусте у приколицу с равним платформама, али га Џек упозорава на Пејнов план. Гледајући догађаје на ТВ-у, Пејн зове Џека да понови своја упутства. Џек убеђује Пејна, у знак добре воље, да дозволи да повређени Сем буде одведен на лечење. Пејн види путницу по имену Хелен, шокирана оним што се догодило, покушава да сиђе и детонира мању бомбу испод предњих степеница аутобуса, убијајући је. Када Џек сазна да део аутопута није завршен, наговара Ени да убрза аутобус до максималне брзине како би савладао јаз, што му је тешко успело. Аутобус затим креће на међународни аеродром у Лос Анђелесу да користи празне писте. У међувремену, Хари сазнаје име Пејна, бившег припадника полицијског одреда Атланте, као и његову адресу. Хари води СВАТ тим до Пејнове куће, али, предвиђајући развој догађаја, Пејн је напунио кућу експлозивом. Тим је страдао у експлозији. У последњем покушају да деактивира бомбу, Џек се увлачи испод аутобуса на покретним саоницама, али случајно пробуши резервоар за гориво када се санке отргну од ужета. Након што путници повуку Џека у аутобус, он сазнаје да је Хари мртав и да Пејн све време посматра путнике кроз скривену камеру, омогућавајући му да увек буде корак испред. Мек наређује локалном тиму вести да то сними и поново емитује како би преварио Пејна, док се сви путници пребацују у други аутобус док иду. Џек и Ени излазе из аутобуса у покрету кроз отвор у поду, празан аутобус се судара са теретним авионом Боинг 707 и експлодира. Џек и Мек одлазе на трг Першинг да оставе откуп. Схвативши да је преварен, нико није погинуо у експлозији, а полиција Лос Анђелеса га чека, побеснели Пејн се представља као полицајац, па киднапује Ени за откуп. Џек прати Пејна у метроу и открива да Ени носи прслук са експлозивом, који се активира „прекидачем мртвог човека“. Пејн отима воз метроа, везује Ени лисицама за ограду, док их Џек јури. Након што је убио машиновођу, Пејн кроз смех отвара торбу за откуп, али боја у торби експлодира, уништавајући новац и осликавајући му лице. Избезумљен, Пејн се бори са Џеком на крову воза, због чега је Пејн обезглављен сигналом за возове. Џек деактивира прслук на Ени, али не може да је ослободи јер је Пејн имао кључ од њених лисица. У немогућности да заустави воз, Џек га убрзава до највеће брзине, узрокујући да воз искочи из шина, удари кроз градилиште и удари на Холивудски булевар. Неповређени, Џек и Ени се љубе, док људи у близини гледају у чуду.

## Улоге
| Глумац        | Улога            |
| ------------- | ---------------- |
| Кијану Ривс   | Џек Трејвен      |
| Сандра Булок  | Ени Портер       |
| Денис Хопер   | Хауард Пејн      |
| Џо Мортон     | поручник Макмаон |
| Џеф Дeнијелс  | Хари Темпл       |
| Алан Рак      | Даг Стивенс      |
| Ричард Шиф    | машиновођа       |
| Џон Кеподис   | Боб              |
| Глен Пламер   | Морис            |
| Патрик Фишлер | путник у лифту   |

## Зарада
- Зарада у САД - 121.248.145 $
- Зарада у иностранству - 229.200.000 $
- Зарада у свету - 350.448.145 $